# 베르톨트 솅크 그라프 폰 슈타우펜베르크
베르톨트 알프레트 마리아 솅크 그라프 폰 슈타우펜베르크(독일어: Berthold Alfred Maria Schenk Graf von Stauffenberg, 1905년 3월 15일 ~ 1944년 8월 10일)는 1944년 7월 20일 아돌프 히틀러 암살 음모의 핵심 공모자로 동생인 클라우스 폰 슈타우펜베르크 대령과 함께 독일 귀족이자 변호사였다. 음모가 실패한 후 베르톨트는 나치 정권에 의해 재판을 받고 처형되었다.